# خط طول 158° غرب
خط طول 158° غرب هو أحد خطوط الطول الجغرافية، والتي تمتد من القطب الشمالي الجغرافي إلى القطب الجنوبي الجغرافي، وحسب التحويل الزمني يتأخر خط طول 158° غرب عن خط غرينتش بـ10 ساعة و32 دقيقة.

## من القطب إلى القطب
ينطلق خط طول 158° غرب من القطب الشمالي نحو القطب الجنوبي مرورا بالمناطق التي ترد في الجدول التالي:
| الإحداثيات                           | البلد أو الإقليم أو البحر | ملاحظات |
| ------------------------------------ | ------------------------- | --- |
| 90°0′N 158°0′W / 90.000°N 158.000°W  | المحيط المتجمد الشمالي    | |
| 70°50′N 158°0′W / 70.833°N 158.000°W | بحر تشوكشي                | |
| 71°12′N 158°0′W / 71.200°N 158.000°W | الولايات المتحدة          | ألاسكا |
| 58°38′N 158°0′W / 58.633°N 158.000°W | بحر بيرنغ                 | Bristol Bay |
| 57°24′N 158°0′W / 57.400°N 158.000°W | الولايات المتحدة          | ألاسكا — شبه جزيرة ألاسكا |
| 56°30′N 158°0′W / 56.500°N 158.000°W | المحيط الهادئ             | مرورا بغرب Nakchamik Island, ألاسكا, الولايات المتحدة (في 56°20′N 157°54′W / 56.333°N 157.900°W) · مرورا بشرق Castle Cape, شبه جزيرة ألاسكا, الولايات المتحدة (في 56°14′N 158°7′W / 56.233°N 158.117°W) · مرورا بشرق Chankliut Island, ألاسكا, الولايات المتحدة (في 56°9′N 158°6′W / 56.150°N 158.100°W) |
| 21°42′N 158°0′W / 21.700°N 158.000°W | الولايات المتحدة          | هاواي — أواهو (هاواي) island |
| 21°18′N 158°0′W / 21.300°N 158.000°W | المحيط الهادئ             | مرورا بغرب كيريتيماس island, كيريباتي (في 1°52′N 157°51′W / 1.867°N 157.850°W) |
| 8°56′S 158°0′W / 8.933°S 158.000°W   | جزر كوك                   | Penrhyn Island |
| 9°4′S 158°0′W / 9.067°S 158.000°W    | المحيط الهادئ             | مرورا بشرق أتيو [لغات أخرى]‏ island, جزر كوك (في 20°0′S 158°4′W / 20.000°S 158.067°W) · مرورا بغرب مانغايا [لغات أخرى]‏ island, جزر كوك (في 21°55′S 157°58′W / 21.917°S 157.967°W) |
| 60°0′S 158°0′W / 60.000°S 158.000°W  | المحيط الجنوبي            | |
| 77°45′S 158°0′W / 77.750°S 158.000°W | القارة القطبية الجنوبية   | منطقة روس, المطالب الإقليمية بالقارة القطبية الجنوبية by نيوزيلندا |